# قائمة زملاء الجمعية الملكية المنتخبين في 1684
هذه الصفحة تعرض قائمة زملاء الجمعية الملكية المُنتخبين لعام 1684.

## الزملاء
- Tancred Robinson [الإنجليزية]‏
- Thomas Baker (mathematician) [الإنجليزية]‏
- Henry Hyde, 2nd Earl of Clarendon [الإنجليزية]‏
- William Musgrave [الإنجليزية]‏